# 突然の恐怖
『突然の恐怖』（とつぜんのきょうふ、原題：英語: Sudden Fear）は、1952年に製作・公開されたアメリカ映画である。

## 概要
ワーナー・ブラザース専属の地位を離れたジョーン・クロフォードが自ら製作・主演し、デヴィッド・ミラーが監督を務めた。

## キャスト
- マイラ・ハドソン（脚本家）：ジョーン・クロフォード
- レスター・ブレイン（マイラの夫となる）：ジャック・パランス
- アイリーン・ニーヴス：グロリア・グレアム
- スティーヴ・キーニー：ブルース・ベネット

## スタッフ
- 監督：デヴィッド・ミラー
- 製作総指揮：ジョーン・クロフォード（クレジットなし）
- 製作：ジョー・カウフマン
- 脚本：レノア・J・コフィ、ロバート・スミス
- 音楽：エルマー・バーンスタイン
- 撮影：チャールズ・ラング
- 編集：レオン・バーシャ
- 美術：ボリス・レヴィン
- 装置：エドワード・G・ボイル
- 衣裳：シーラ・オブライエン

## 映画賞ノミネーション
- アカデミー主演女優賞：ジョーン・クロフォード
- アカデミー助演男優賞：ジャック・パランス
- アカデミー撮影賞（白黒）：チャールズ・ラング
- アカデミー衣裳デザイン賞（白黒）：シーラ・オブライエン
- ゴールデングローブ賞 主演女優賞 (ドラマ部門)：ジョーン・クロフォード